# Шпелле
Шпелле (нем. Spelle) — община в Германии, в земле Нижняя Саксония.
Входит в состав района Эмсланд. Подчиняется управлению Шпелле. Население составляет 8501 человек (на 31 декабря 2010 года). Занимает площадь 34,2 км².